# Open Your Eyes (canción)
«Open Your Eyes» es el quinto y último sencillo del álbum Eyes Open, de Snow Patrol, y el último en total de la banda. El videoclip de esta canción es un trozo de la película C'était un rendez-vous, la cual la utilizaron de banda sonora. 
La canción representa la música para la BBC One Football Focus. La canción ganó más popularidad después de haber sido destacada durante la 12.ª temporada final, y la 13.ª temporada de estreno ER. También apareció en un episodio de Los 4400, un episodio de la 3.ª temporada de Anatomía de Grey, en el episodio piloto de The Black Donellys y en el tráiler de la película Stop-Loss.

## Listas del sencillo
UK CD / 7"
1. «Open Your Eyes»
2. «I Am an Astronaut»
3. «I Am an Astronaut» fue presentado previamente a la organización Save the Children.

Australian CD
1. «Open Your Eyes»
2. «I Am an Astronaut»
3. «You're All I Have» (Live in Hamburg)
4. «Open Your Eyes» (music video)
5. «Shut Your Eyes» (music video)

CD Promo
1. «Open Your Eyes» (Radio edit)
2. «Open Your Eyes» (Álbum versión)

12" Promo
1. «Open Your Eyes» (Allende Remix)
2. «Chasing Cars» (Topher Jones & Blake Jarrell Remix)

## Gráfico
La canción ha sido uno de los más populares sencillos internacionales de Snow Patrol, quienes encabezaron la tabla en la República Checa y toma el Top 10 en Brasil. En Irlanda, que llegaron a un máximo de #21 y en el Reino Unido el #26.